# Ranchi (Distrikt)
Ranchi ist ein Distrikt im indischen Bundesstaat Jharkhand. 
Die Fläche beträgt 5097 km². Verwaltungssitz ist die gleichnamige Stadt Ranchi. Der Distrikt ist der einwohnerreichste in Jharkhand.  

## Geschichte
Die Region stand historisch unter dem Einfluss verschiedener Reiche und Imperien wie Magadha, dem Maurya-Reich, dem Gupta-Reich, dem Mogulreich und dem Britischen Weltreich. Der Distrikt gehört heute zum naxalitisch-kommunistisch beeinflussten „Roten Korridor“.

## Bevölkerung

### Übersicht
Die Einwohnerzahl lag bei 2.914.253 (2011). Die Bevölkerungswachstumsrate im Zeitraum von 2001 bis 2011 betrug 24,60 % und lag damit sehr hoch. Ranchi hat ein Geschlechterverhältnis von 877 Frauen pro 1000 Männer und damit einen für Indien häufigen Männerüberschuss. Der Distrikt hatte 2011 eine Alphabetisierungsrate von 76,06 %, eine Steigerung um knapp 10 Prozentpunkte gegenüber dem Jahr 2001. Die Alphabetisierung liegt damit minimal über dem nationalen Durchschnitt. Knapp 55,3 % der Bevölkerung sind Hindus, ca. 14,1 % sind Muslime, ca. 6,7 % sind Christen, ca. 0,2 % sind Sikhs ca. 0,1 % sind Jainas, und 22,7 % gaben keine Religionszugehörigkeit an oder praktizierten andere Religionen. 13,8 % der Bevölkerung sind Kinder unter 6 Jahre.

### Bevölkerungsentwicklung
In den ersten Jahrzehnten des 20. Jahrhunderts wuchs die Bevölkerung im Gegensatz zu anderen Gebieten bereits stark an. Trotz Seuchen, Krankheiten und Hungersnöten. Seit der Unabhängigkeit Indiens hat sich die Bevölkerungszunahme beschleunigt. Während die Bevölkerung in der ersten Hälfte des 20. Jahrhunderts um rund 57 % zunahm, betrug das Wachstum zwischen 1961 und 2011 226 %. Die Bevölkerungszunahme zwischen 2001 und 2011 lag bei 24,00 % oder rund 564.000 Menschen. Die Entwicklung verdeutlichen folgende Tabellen:
| Jahr      | 1901    | 1911    | 1921    | 1931    | 1941    | 1951    | 1961    | 1971      | 1981      | 1991      |
| Einwohner | 447.249 | 557.488 | 536.346 | 629.863 | 673.376 | 748.050 | 894.921 | 1.164.661 | 1.489.303 | 1.827.218 |

### Bedeutende Orte
Im Distrikt gibt es nebst dem Hauptort Ranchi mit 1.073.427 Bewohnern laut Volkszählung 2011 noch 14 weitere Orte, die als Städte (towns und census towns) gelten. Dies widerspiegelt den hohen Anteil an städtischer Bevölkerung im Distrikt. Denn 1.257.335 der 2.914.253  Einwohner oder 43,14 % leben in städtischen Gebieten. Dienebst Ranchi vier weiteren Städte mit mehr als 20.000 Einwohnern sind:
Weitere Städte mit mehr als 10.000 Bewohnern sind Kanke (17.560 Einwohner), Tati (12.878 Einwohner), Muri (12.744 Einwohner) und Tundiul (11.190 Einwohner).

### Volksgruppen
In Indien teilt man die Bevölkerung in die drei Kategorien general population, scheduled castes und scheduled tribes ein. Die scheduled castes (anerkannte Kasten) mit (2011) 111.414 Menschen (3,82 Prozent der Distriktsbevölkerung) werden heutzutage Dalit genannt (früher auch abschätzig Unberührbare betitelt). Die scheduled tribes sind die anerkannten Stammesgemeinschaften mit (2011) 1.042.016 Menschen (35,76 Prozent der Distriktsbevölkerung), die sich selber als Adivasi bezeichnen. Zu ihnen gehören in Jharkhand 32 Volksgruppen. Ranchi gehört zu denjenigen Bezirken, in denen die scheduled tribes stark vertreten sind. Mehr als 5000 Angehörige zählen die Oraon (530.287 Menschen oder 18,20 % der Distriktsbevölkerung), Munda (300.210 Menschen oder 10,30 % der Distriktsbevölkerung), Lohra (71.798 Menschen oder 2,46 % der Distriktsbevölkerung), Bedia (38.609 Menschen oder 1,32 % der Distriktsbevölkerung), Mahli (31.764 Menschen oder 1,09 % der Distriktsbevölkerung), Karmali (9412 Menschen oder 0,32 % der Distriktsbevölkerung), Chik Baraik (9288 Menschen oder 0,32 % der Distriktsbevölkerung), Kharia (7880 Menschen oder 0,27 % der Distriktsbevölkerung) und Santal (5479 Menschen oder 0,19 % der Distriktsbevölkerung).

### Bevölkerung des Distrikts nach Bekenntnissen
Eine knappe Mehrheit der Bevölkerung sind Hindus. Doch gibt es starke Anhängerschaften von traditionellen Religionen (Sarnaismus), Muslimen und Christen.
Die Hindus stellen in zehn der 18 Blocks die Bevölkerungsmehrheit. Sie erreichen Anteile zwischen 17,21 % im Block Mandar und 87,21 % im Block Sonahatu.
Die Anhängerschaft von Traditionellen Religionen hat ihre Hochburgen in den Blocks Bero, Chanho, Lapung und Mandar, wo sie Werte zwischen 45,10 (Mandar) und 55,24 % (Lapung) erreichen. Mehr als 30 % Anteil haben sie zudem in weiteren sechs Blocks. Der Block Lapung ist allerdings das einzige Verwaltungsgebiet, in dem sie in der Mehrheit sind.
Die Muslime sind zwar in keinem der 18 Blocks in der Mehrheit. Doch erreichen sie in zehn der Blocks Anteile von mehr als zehn Prozent der Bevölkerung mit Werten zwischen 10,86 % im Block Khelari und 31,77 % im Block Itki. In den Blocks Lapung, Mandar und Namkum gibt es starke christliche Minderheiten mit Anteilen zwischen 13,11 % und 18,34 % der Bevölkerung. Die genaue religiöse Zusammensetzung der Bevölkerung zeigt folgende Tabelle:
| Jahr                                   | Buddhisten | Buddhisten | Christen | Christen | Hindus    | Hindus | Jainas | Jainas | Muslime | Muslime | Sikhs | Sikhs | Andere Religionen | Andere Religionen | keine Angaben | keine Angaben | Total     | Total    |
| Jahr                                   | Zahl       | %          | Zahl     | %        | Zahl      | %      | Zahl   | %      | Zahl    | %       | Zahl  | %     | Zahl              | %                 | Zahl          | %             | Zahl      | %        |
| -------------------------------------- | ---------- | ---------- | -------- | -------- | --------- | ------ | ------ | ------ | ------- | ------- | ----- | ----- | ----------------- | ----------------- | ------------- | ------------- | --------- | -------- |
| 2011                                   | 932        | 0,03       | 193.974  | 6,66     | 1.612.239 | 55,32  | 2733   | 0,09   | 410.759 | 14,09   | 4826  | 0,17  | 677.445           | 23,25             | 11.345        | 0,39          | 2.914.253 | 100,00 % |
| Quelle: Ergebnis der Volkszählung 2011 |            |            |          |          |           |        |        |        |         |         |       |       |                   |                   |               |               |           |          |